# Ledropsis quinquepunctata
Ledropsis quinquepunctata är en insektsart som beskrevs av Bierman 1910. Ledropsis quinquepunctata ingår i släktet Ledropsis och familjen dvärgstritar. Inga underarter finns listade i Catalogue of Life.